# World Women’s Snooker
World Women’s Snooker ist der Weltverband für Frauensnooker und wurde am 29. November 2018 gegründet/umbenannt bzw. durch den Dachverband World Professional Billiards & Snooker Association (WPBSA) offiziell bekannt gegeben. Er ging aus dem vormaligen und ersatzlos gestrichenen Frauenverband World Ladies Billiards & Snooker (WLBS, seit 5. Dezember 2015) und World Ladies Billiards & Snooker Association (WLBSA, bis 2015) hervor, die sich schon 1981 in London gründeten. Die English-Billiards-Frauenabteilung wird seitdem vom Verband World Billiards mitübernommen.

## Geschichte
Als 1976 die erste Frauen-Weltmeisterschaft im Snooker, noch unter dem Namen „World Ladies Snooker Championship“, abgehalten wurde, gab es noch keinen eigenen Frauenverband für Billiards und Snooker. Siegerin war Vera Selby, nicht verwandt mit Mark Selby. Zwei WM später, 1981, stand sie erneut im Finale, diesmal gegen Mandy Fisher und gewann gegen diese mit 3:0. Fisher „war am Boden zerstört“, als sie hörte, dass es wahrscheinlich keine Weiterführung des Turniers im Zuge des „Snooker-Booms der 1980er-Jahre“ für die Frauen mehr geben sollte. Kurzerhand beschloss die erst 19-Jährige Fisher einen eigenen Verband für Frauen zu gründen. Der Name war bis November 2018 „World Ladies Billiards & Snooker Association“, deren Präsidentin sie seitdem ist, auch unter neuem Namen. Zwei Jahre später konnte sie selbst ihren ersten WM-Titel gewinnen. Sie kümmert sich nun seit fast 40 Jahren (Stand: Aug. 2019) um die Belange des Frauenbillards. 2011 hatte sie den Vorsitz zunächst niedergelegt, war aber 2015 wieder im Amt. Durch ihren Einsatz findet die Frauen-WM seitdem jährlich statt. Seit Dezember 2015 ist die deutsche Profispielerin Diana Schuler Direktorin und Vorstandsmitglied.